# Kotojedy
Kotojedy je vesnice, část okresního města Kroměříž. Nachází se na jihu Kroměříže v nadmořské výšce 191 m na pravém břehu Kotojedky. Prochází tudy železniční trať Kroměříž - Zborovice s místní zastávkou Kotojedy a silnice II/367. Je zde evidováno 89 adres. Trvale zde žije 126 obyvatel. Předsedou osadního výboru je Zdeněk Dvořák.
Kotojedy je také název katastrálního území o rozloze 3,31 km².

## Název
Na vesnici bylo přeneseno původní (hanlivé) označení jejích obyvatel Kotojedi - "pojídači kocourů" (-j- v druhé slabice bylo často zapisováno písmenem g).

## Historie

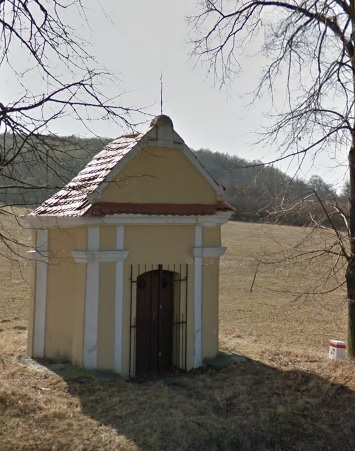
Kaplička u Kotojed

Poprvé jsou Kotojedy připomínány v roce 1290, kdy dal biskup Dětřich z Hradce kroměřížským měšťanům lesní půdu na vymýcení a založení chmelnic. I když místní jméno bylo vždy Kotojedy, je další historická zmínka z roku 1353 pod názvem Cotoged, z roku 1358 Cothoged a v roce 1412 Kotyeged.

## Obyvatelstvo

### Struktura
Vývoj počtu obyvatel za celou obec i za její jednotlivé části uvádí tabulka níže, ve které se zobrazuje i příslušnost jednotlivých částí k obci či následné odtržení.
| Místní části   | Místní části  | 1869 | 1880 | 1890 | 1900 | 1910 | 1921 | 1930 | 1950 | 1961 | 1970 | 1980 | 1991 | 2001 | 2011 |
| -------------- | ------------- | ---- | ---- | ---- | ---- | ---- | ---- | ---- | ---- | ---- | ---- | ---- | ---- | ---- | ---- |
| Počet obyvatel | část Kotojedy | 206  | 213  | 205  | 203  | 233  | 217  | 209  | 145  | 365  | 200  | 122  | 104  | 126  | 212  |
| Počet domů     | část Kotojedy | 34   | 35   | 37   | 37   | 39   | 39   | 41   | 45   | -    | 61   | 40   | 44   | 52   | 79   |

## Kotojedka

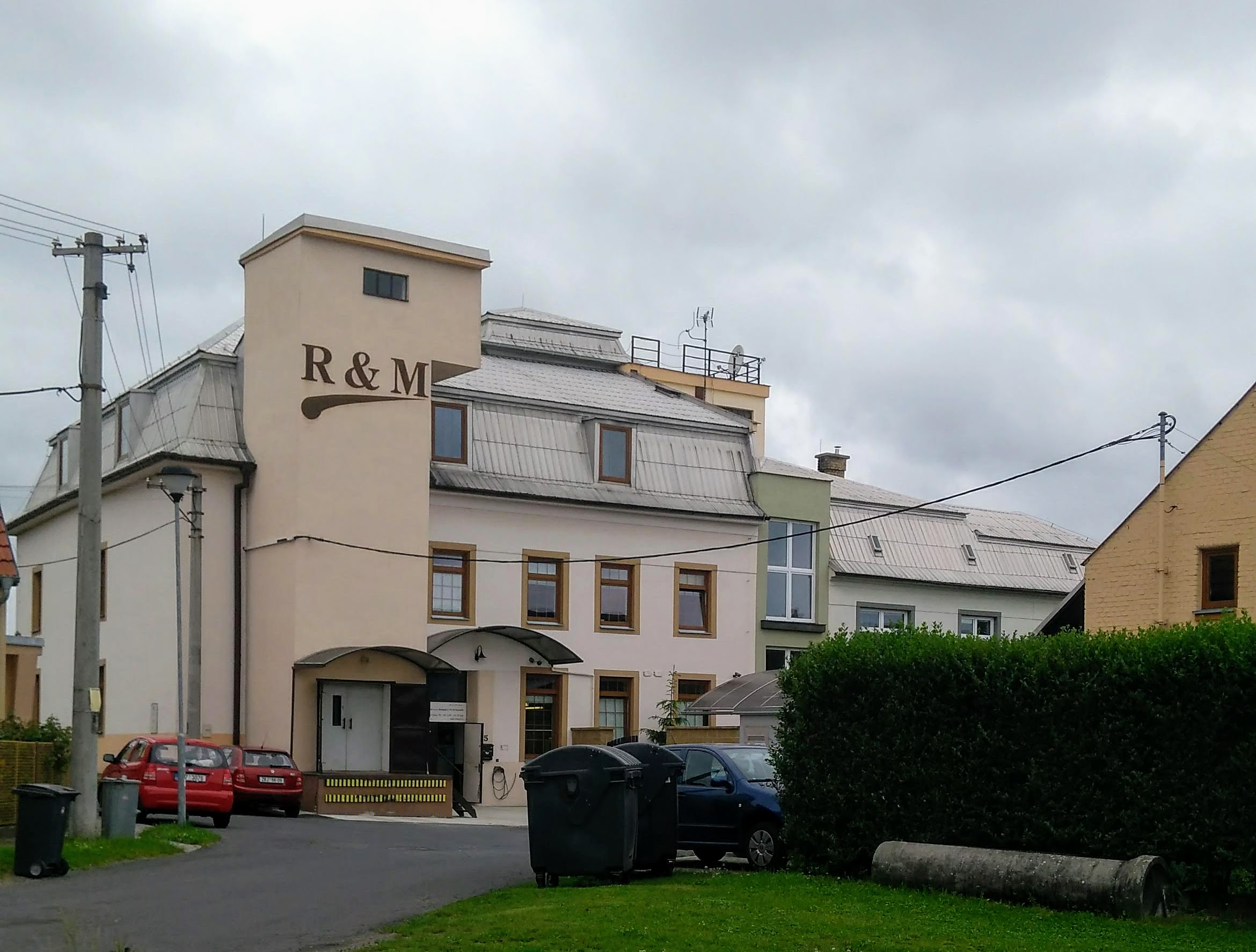
Bývalý mlýn v Kotojedech

Napříč celou obcí protéká říčka Kotojedka, které pokračuje kolem kroměřížského letiště a před Trávnickými zahrádkami ústí do řeky Moravy.
Před obcí byl z hlavního toku Kotojedky odveden k mlýnu umělý náhon zvaný Dolní Kotojedka (v tomto místě již přehrazen), který teče přes místní část Trávník, pokračuje přes
Střížovice a do řeky Moravy se vlévá u Kvasic. Jediným zdrojem vody jsou tak přítoky Těšnovického a Bařického potoka.

## Pamětihodnosti
- Kaplička u silnice z Kotojed na Těšňovice, která se vyskytuje na mapě již v roce 1772, je kulturní památka České republiky evidovaná v Ústředním seznamu kulturních památek České republiky pod rejstříkovým číslem 101301. Za epidemie cholery v roce 1812 se u kapličky pochovávalo.

- Mohylník – archeologické stopy – mohylové pohřebiště v přírodní památce Obora JJV od obce Jarohněvice je kulturní památka České republiky evidovaná v Ústředním seznamu kulturních památek České republiky pod rejstříkovým číslem 16563/7-5991. V MonumNetu je památka chybně vedena pod obcí Jarohněvice.

- Krucifix na návsi je kulturní památka České republiky evidovaná v Ústředním seznamu kulturních památek České republiky pod rejstříkovým číslem 54976/7-8946.

- Boháčův hloh byl osaměle stojící strom v ulici Altýře zařazený do seznamu památných stromů. V roce 2018 už na satelitních snímcích chybí.

## Osobnosti
- Antonín Hulka (1849–1910), notář a politik, zemský poslanec
- Augustin Mlčoch (1875–1940), lékař a politik, filatelista